# Tomáš Kopecký
Pour les articles homonymes, voir Kopecký.
Cet article concerne le hockeyeur. Pour le coureur cycliste, voir Tomáš Kopecký (cyclisme).
Tomáš Kopecký (né le 5 février 1982 à Ilava en Tchécoslovaquie aujourd'hui ville de Slovaquie) est un joueur de hockey sur glace évoluant actuellement au poste d'ailier droit, au sein des Panthers de la Floride, de la Ligue nationale de hockey. Il a un fils nommé Jakub et une femme Maria.

## Carrière en club
Avant de devenir joueur en LNH, Tomáš Kopecký a été membre des Hurricanes de Lethbridge dans la Ligue de hockey de l'Ouest, des Mighty Ducks de Cincinnati, et des Griffins de Grand Rapids dans la Ligue américaine de hockey.
À partir de la 2005-2006, Tomáš Kopecký a été retenue dans l'équipe des Red Wings de Détroit évoluant en LNH.

Le 14 décembre 2006, durant un match contre les Blackhawks de Chicago, il a été séveremment blessé par un défenseur de l'équipe adverse, Jim Vandermeer. Tomáš Kopecký est resté allongé plusieurs minutes sur la glace, avant que des assistants des Red Wings de Détroit viennent l'aider. Il a été opéré le vendredi 15 décembre 2006, afin de soigner sa clavicule cassée.

Thomas a marqué un but durant la saison 2006-2007 et a écopé de 22 minutes de pénalité.
Il a évolué pour l'équipe des Blackhawks de Chicago lors des saisons 2009-2010 et 2010-2011 avant de rejoindre les Panthers de la Floride avec qui il joue depuis la saison 2011-2012.

## Statistiques
| Saison     | Équipe                     | Ligue          |     | Saison régulière | Saison régulière | Saison régulière | Saison régulière | Saison régulière |    | Séries éliminatoires | Séries éliminatoires | Séries éliminatoires | Séries éliminatoires | Séries éliminatoires |
| Saison     | Équipe                     | Ligue          | PJ  | B                | A                | Pts              | Pun              | PJ               | B  | A                    | Pts                  | Pun                  |                      |                      |
| 1999-2000  | HC Dukla Trenčín           | Extraliga      | 52  | 3                | 4                | 7                | 24               | 5                | 0  | 0                    | 0                    | 0                    |                      |                      |
| 2000-2001  | Hurricanes de Lethbridge   | LHOu           | 49  | 22               | 28               | 50               | 52               | 5                | 1  | 1                    | 2                    | 6                    |                      |                      |
| 2000-2001  | Mighty Ducks de Cincinnati | LAH            | 1   | 0                | 0                | 0                | 0                | --               | -- | --                   | --                   | --                   |                      |                      |
| 2001-2002  | Hurricanes de Lethbridge   | LHOu           | 60  | 34               | 42               | 76               | 94               | 4                | 2  | 1                    | 3                    | 15                   |                      |                      |
| 2001-2002  | Mighty Ducks de Cincinnati | LAH            | 2   | 1                | 1                | 2                | 6                | 2                | 0  | 0                    | 0                    | 0                    |                      |                      |
| 2002-2003  | Griffins de Grand Rapids   | LAH            | 70  | 17               | 21               | 38               | 32               | 14               | 0  | 0                    | 0                    | 6                    |                      |                      |
| 2003-2004  | Griffins de Grand Rapids   | LAH            | 48  | 6                | 6                | 12               | 28               | 1                | 0  | 0                    | 0                    | 2                    |                      |                      |
| 2004-2005  | Griffins de Grand Rapids   | LAH            | 48  | 8                | 8                | 16               | 35               | --               | -- | --                   | --                   | --                   |                      |                      |
| 2005-2006  | Griffins de Grand Rapids   | LAH            | 77  | 32               | 40               | 72               | 123              | 16               | 3  | 4                    | 7                    | 25                   |                      |                      |
| 2005-2006  | Red Wings de Détroit       | LNH            | 1   | 0                | 0                | 0                | 2                | --               | -- | --                   | --                   | --                   |                      |                      |
| 2006-2007  | Red Wings de Détroit       | LNH            | 26  | 1                | 0                | 1                | 22               | 4                | 0  | 0                    | 0                    | 6                    |                      |                      |
| 2007-2008  | Red Wings de Détroit       | LNH            | 77  | 5                | 7                | 12               | 43               | --               | -- | --                   | --                   | --                   |                      |                      |
| 2008-2009  | Red Wings de Détroit       | LNH            | 79  | 6                | 13               | 19               | 46               | 8                | 0  | 1                    | 1                    | 7                    |                      |                      |
| 2009-2010  | Blackhawks de Chicago      | LNH            | 74  | 10               | 11               | 21               | 28               | 17               | 4  | 2                    | 6                    | 8                    |                      |                      |
| 2010-2011  | Blackhawks de Chicago      | LNH            | 81  | 15               | 27               | 42               | 60               | 1                | 0  | 0                    | 0                    | 0                    |                      |                      |
| 2011-2012  | Panthers de la Floride     | LNH            | 80  | 10               | 22               | 32               | 32               | 7                | 1  | 0                    | 1                    | 4                    |                      |                      |
| 2012-2013  | HC Dukla Trenčín           | Extraliga      | 5   | 2                | 2                | 4                | 0                | -                | -  | -                    | -                    | -                    |                      |                      |
| 2012-2013  | Panthers de la Floride     | LNH            | 47  | 15               | 12               | 27               | 28               | -                | -  | -                    | -                    | -                    |                      |                      |
| 2013-2014  | Panthers de la Floride     | LNH            | 49  | 4                | 8                | 12               | 18               | -                | -  | -                    | -                    | -                    |                      |                      |
| 2014-2015  | Panthers de la Floride     | LNH            | 64  | 2                | 6                | 8                | 28               | -                | -  | -                    | -                    | -                    |                      |                      |
| 2015-2016  | HC Trinec Ocelari          | Extraliga Tch. | 38  | 9                | 9                | 18               | 34               | 5                | 1  | 1                    | 2                    | 6                    |                      |                      |
| 2016-2017  | HC Dukla Trenčín           | Extraliga      | 5   | 0                | 2                | 2                | 4                | -                | -  | -                    | -                    | -                    |                      |                      |
| 2016-2017  | HC Slovan Bratislava       | KHL            | 15  | 0                | 1                | 1                | 4                | -                | -  | -                    | -                    | -                    |                      |                      |
| Totaux LNH | Totaux LNH                 | Totaux LNH     | 578 | 68               | 106              | 174              | 307              | 37               | 5  | 3                    | 8                    | 25                   |                      |                      |